# Guillaume II Le Roux
Pour les articles homonymes, voir Guillaume Le Roux.
Guillaume Le Roux, seigneur de Becdal, Acquigny, Saint-Aubin-d'Ecrosville et Bourgtheroulde, est un magistrat français, conseiller à l'Échiquier (1499) puis au Parlement de Normandie.

## Biographie
Guillaume est le fils de Guillaume Ier Le Roux et d'Alison Du Fay.
Lieutenant-général de son père, vicomte d'Elbeuf, vers 1476 jusqu'en 1495, il tient les plaids de Boissey-le-Châtel (1485) et de La Haye-du-Theil (1491). Il devient en 1495 vicomte d'Elbeuf. Il hérite vers 1495 de son père des fiefs de Becdal, Villettes, Saint-Aubin-d'Ecrosville, du Mouchel et de Bailleul.
Il acquiert entre 1490 et 1515 les fiefs du Val, Lucy, Sainte-Beuve, Cambremont, Gilletenque près du Neubourg, Vironvé, Tilly à Boissey-le-Châtel, Maupertuis près de Fécamp, Porpinché, Saint-Thomas et l'Aigle à Sotteville-lès-Rouen.
Il acquiert en 1499 le fief de Bourgtheroulde à la suite de sa mise en vente par les Rohan-Guéméné. Il devient cette même année conseiller à l'Échiquier puis en 1515 au Parlement de Normandie.
Il fait partie en 1506 de la délégation rouennaise envoyée demander au roi Louis XII l'autorisation de donner en mariage sa fille Claude au futur roi François Ier.
En 1515, jugeant que son fils aîné, Guillaume III, est suffisamment pourvu de bénéfices ecclésiastiques, oblige celui-ci à céder son droit d'aînesse à son cadet Claude.
En 1517, il fait ériger en collégiale l'église paroissiale Saint-Laurent de Bourgtheroulde et rebâtir le chœur et la tour-clocher par Jean de la Rue. Il restaure également l'église Notre-Dame de Louviers où il fonde la chapelle Saint-Nicolas.
Il constitue un tènement en rachetant plusieurs maisons sur le Marché-aux-Veaux. Il entame la construction de l'hôtel de Bourgtheroulde à Rouen vers 1500, qui sera achevé par son fils aîné Guillaume, négociateur au Concordat. 
Il soutient financièrement à partir de 1518 le captage et l'acheminement à Rouen des eaux d'Yonville décidés en 1510 et interrompus en 1515, « qui paya par chaque sepmaine, de ses propres deniers, toux les ouvriers besongnans en dict cours ».
À sa mort le 12 juillet 1520, il sera inhumé ainsi que sa femme dans la collégiale Saint-Laurent de Bourgtheroulde.

## Descendance
Il épouse en 1486 Jeanne Jubert (1469-), fille de Guillaume Jubert, seigneur de Vesly, lieutenant général du bailli de Gisors. Ils auront quinze enfants dont :
- Guillaume III Le Roux († 1532), abbé commendataire d'Aumale (1517) et du Val-Richer, chanoine de Gaillon ;
- Claude Ier Le Roux († 1537), vicomte d'Elbeuf, conseiller au Parlement de Normandie ;
- Nicolas Ier Le Roux († 1561), doyen de Rouen, prieur du Mont-aux-Malades, abbé commendataire du Val-Richer (1540) puis d'Aumale (1532 puis de 1550 à 1561).